# Viveca Paulin
Viveca Birgitta Paulin, född 24 april 1969 i Askims församling i Göteborgs och Bohus län, är en svensk skådespelerska. 
Hon är sedan 2000 gift med skådespelaren Will Ferrell och bor i USA. Tillsammans har de tre barn, däribland musikern Magnus Ferrell, född 2004. Hon har tagit en examen vid Pomona College.